# NGC 2039
NGC 2039 في الفهرس العام الجديد، هي مجرة، تقع في كوكبة الجبار. اكتشفت في 19 يناير 1828 بواسطة جون هيرشل.

## روابط خارجية
- NGC 2039 على موقع ويكي سكاي: DSS2, SDSS, GALEX, IRAS, Hydrogen α, X-Ray, Astrophoto, Sky Map, Articles and images